# Malcolm Stewart
Malcolm Stewart (Montréal, 15 maggio 1948) è un attore canadese.

## Filmografia parziale

### Cinema
- Cambiar vita (A New Life), regia di Alan Alda (1988)
- Il corpo del reato (Physical Evidence), regia di Michael Crichton (1989)
- Morning Glory, regia di Steven Hilliard Stern (1993)
- Timecop - Indagine dal futuro (Timecop), regia di Peter Hyams (1994)
- Jumanji, regia di Joe Johnston (1995)
- Maternal Instincts, regia di George Kaczender (1996)
- Assedio alla Casa Bianca (Loyal Opposition), regia di Mark Sobel (1998)
- Indagine pericolosa (The Arrangement), regia di Michael Ironside (1999)
- Screwed - Due criminali da strapazzo (Screwed), regia di Scott Alexander e Larry Karaszewski (2000)
- Campioni di razza (Best in Show), regia di Christopher Guest (2000)
- Spook, regia di Barry W. Levy (2003)
- Miracle, regia di Gavin O'Connor (2004)
- 8 amici da salvare (Eight Below), regia di Frank Marshall (2006)
- The Butterfly Effect 2, regia di John R. Leonetti (2006) – non accreditato
- Shattered - Gioco mortale (Butterfly on a Wheel), regia di Mike Barker (2007)
- Il dottor Dolittle 4 (Dr. Dolittle: Tail to the Chief), regia di Craig Shapiro (2008)
- Christmas Cottage, regia di Michael Campus (2008)
- Helen, regia di Sandra Nettelbeck (2009)
- Grace, regia di Paul Solet (2009)
- Moon, regia di Duncan Jones (2009)
- Rampage, regia di Uwe Boll (2009)
- Icarus, regia di Dolph Lundgren (2010)
- Cani & gatti - La vendetta di Kitty (Cats & Dogs: The Revenge of Kitty Galore), regia di Brad Peyton (2010)
- The Wedding Chapel - La chiesa del cuore (The Wedding Chapel), regia di Vanessa Parise (2013)
- No Men Beyond This Point, regia di Mark Sawers (2015)
- 2 Hearts - Intreccio di destini (2 Hearts), regia di Lance Hool (2020)

### Televisione
- L'amico Gipsy (The Littlest Hobo) – serie TV, episodio 5x15 (1984)
- A cuore aperto (St. Elsewhere) – serie TV, episodio 4x16 (1986)
- Adderly – serie TV, episodio 2x06 (1987)
- Echoes in the Darkness, regia di Glenn Jordan – miniserie TV (1987)
- Breaking All the Rules, regia di David Barlow – film TV (1988)
- Alfred Hitchcock presenta (Alfred Hitchcock Presents) – serie TV, episodio 3x11 (1988)
- T. and T. – serie TV, episodio 1x21 (1988)
- CBS Summer Playhouse – serie TV, episodio 2x15 (1988)
- Il mio amico Ultraman (My Secret Identity) – serie TV, episodio 1x03 (1988)
- I quattro della scuola di polizia (21 Jump Street) – serie TV, episodio 3x02 (1988)
- Quasi adulti (Almost Grown) – serie TV, episodi 1x01-1x02-1x03 (1988)
- Street Legal – serie TV, episodio 3x12 (1989)
- Emergency Room – serie TV, episodio 1x13 (1989)
- Ai confini della realtà (The Twilight Zone) – serie TV, episodio 3x25 (1989)
- Venerdì 13 (Friday the 13th: The Series) – serie TV, un episodio 2x25 (1989)
- The Ray Bradbury Theater – serie TV, episodio 3x11 (1989)
- Ultimo avvertimento (Final Notice), regia di Steven Hilliard Stern – film TV (1989)
- Bordertown – serie TV, 4 episodi (1989-1990)
- MacGyver – serie TV, episodi 5x05-6x11 (1989-1990)
- Mom P.I. – serie TV, episodio 1x03 (1990)
- Sanity Clause, regia di David Barlow e George McCowan – film TV (1990)
- Una vita strappata (Always Remember I Love You), regia di Michael Miller – film TV (1990)
- Neon Rider – serie TV, episodi 1x03-2x02 (1990-1991)
- Palace Guard – serie TV, episodio 1x07 (1991)
- Le peloton d'exécution, regia di Michel Andrieu – film TV (1991)
- Modella per un giorno (Posing: Inspired by Three Real Stories), regia di Steve Stafford – film TV (1991)
- Il commissario Scali (The Commish) – serie TV, episodi 1x10-4x15 (1991, 1995)
- Street Justice – serie TV, episodio 1x13 (1992)
- Ricordi fatali (Fatal Memories), regia di Daryl Duke – film TV (1992)
- Catastrofe in mare - Il disastro della Exxon Valdez (Dead Ahead: The Exxon Valdez Disaster), regia di Paul Seed – film TV (1992)
- Kurt Vonnegut's Monkey House – serie TV, episodio 2x02 (1993)
- Sirens – serie TV, episodio 1x06 (1993)
- Un bambino di troppo (Moment of Truth: A Child Too Many) – film TV, regia di Jorge Montesi (1993)
- Cobra Investigazioni (Cobra) – serie TV, episodio 1x11 (1993)
- X-Files (The X Files) – serie TV, 5 episodi (1993-1994, 1996)
- For the Love of Aaron, regia di John Kent Harrison – film TV (1994)
- Betrayal of Trust, regia di George Kaczender – film TV (1994)
- La guerra di Eddie (Moment of Truth: To Walk Again), regia di Randy Zisk – film TV (1994)
- Se un giorno mio figlio non tornasse (Moment of Truth: Broken Pledges), regia di Jorge Montesi – film TV (1994)
- Un angelo di nome Gabriel (Heart of a Child), regia di Sandor Stern – film TV (1994)
- Insieme verso la notte (Roommates), regia di Alan Metzger – film TV (1994)
- Il figlio che non conosco (Someone Else's Child), regia di John Power – film TV (1994)
- Madison – serie TV, 5 episodi (1994-1995)
- Una figlia contro (Fighting for My Daughter), regia di Peter Levin – film TV (1995)
- M.A.N.T.I.S. – serie TV, episodio 1x16 (1995)
- Marshal (The Marshal) – serie TV, episodio 1x08 (1995)
- L'altra madre (The Other Mother: A Moment of Truth Movie), regia di Bethany Rooney – film TV (1995)
- L'ultimo dei mohicani (Hawkeye) – serie TV, episodio 1x20 (1995)
- La divisa strappata (She Stood Alone: The Tailhook Scandal), regia di Larry Shaw – film TV (1995)
- La scuola del silenzio (Deceived by Trust: A Moment of Truth Movie), regia di Chuck Bowman – film TV (1995)
- When the Vows Break, regia di Eric Till – film TV (1995)
- I viaggiatori (Sliders) – serie TV, episodi 1x03-2x09 (1995-1996)
- Buon Natale, Ebbie (Ebbie), regia di George Kaczender – film TV (1995)
- La mia migliore amica (When Friendship Kills), regia di James A. Contner – film TV (1996)
- L'amore di un padre (Abducted: A Father's Love), regia di Chuck Bowman – film TV (1996)
- Profit – serie TV, episodio 1x02 (1996)
- Madre senza colpa (She Woke Up Pregnant), regia di James A. Contner – film TV (1996)
- L'assassino è alla porta (Murder at My Door), regia di Eric Till – film TV (1996)
- Titanic, regia di Robert Lieberman – miniserie TV (1996)
- Oltre i limiti (The Outer Limits) – serie TV, 4 episodi (1996-1997, 1999, 2002)
- Innocenti paure (Stand Against Fear), regia di Joseph L. Scanlan – film TV (1996)
- La metà ignota (Echo), regia di Charles Correll – film TV (1997)
- Dead Man's Gun – serie TV, episodio 1x02-2x11 (1997-1998)
- Piccoli brividi (Goosebumps) – serie TV, episodi 3x11-3x12 (1997)
- Sentinel (The Sentinel) – serie TV, episodi 3x05-3x09 (1997)
- F/X (F/X: The Series) – serie TV, episodi 2x05-2x13 (1997-1998)
- Millennium – serie TV, episodi 1x12-2x15 (1997-1998)
- Cuori spezzati (Shattered Hearts: A Moment of Truth Movie), regia di James A. Contner – film TV (1998)
- L'avvocato dell'assassino (I Know What You Did), regia di Chuck Bowman – film TV (1998)
- Gioco spietato (Playing to Win: A Moment of Truth Movie), regia di James A. Contner – film TV (1998)
- Progetto criminale (Nobody Lives Forever), regia di Paul Wendkos – film TV (1998)
- Poltergeist (Poltergeist: The Legacy) – serie TV, episodio 3x10 (1998)
- The Net – serie TV, episodio 1x05 (1998)
- Una ragazza facile (Someone to Love Me), regia di Chuck Bowman – film TV (1998)
- Beauty, regia di Jerry London – film TV (1998)
- Errore fatale (Fatal Error), regia di Armand Mastroianni – film TV (1999)
- Viper – serie TV, episodio 4x20 (1999)
- Sherlock Holmes - Indagini dal futuro (Sherlock Holmes in the 22nd Century) – serie animata, 26 episodi (1999-2001) – voce
- Final Run - Corsa contro il tempo (Final Run), regia di Armand Mastroianni – film TV (1999)
- Seven Days – serie TV, episodio 2x17 (2000)
- L'ultimo verdetto (Deadlocked), regia di Michael W. Watkins – film TV (2000)
- Quarantine - Virus letale (Quarantine), regia di Chuck Bowman – film TV (2000)
- The Fearing Mind – serie TV, episodio 1x04 (2000)
- Hollywood Off-Ramp – serie TV, 1 episodio (2000)
- Cold Squad - Squadra casi archiviati (Cold Squad) – serie TV,  episodio 4x09 (2000)
- First Wave – serie TV, episodio 3x15 (2000)
- Andromeda – serie TV, episodio 1x10 (2001)
- Night Visions – serie TV, episodio 1x07 (2001)
- Mysterious Ways – serie TV, episodio 2x06 (2001)
- L'abito da sposa (The Wedding Dress), regia di Sam Pillsbury - film TV (2001)
- Smallville – serie TV, episodi 1x07-4x10-4x17 (2001, 2004-2005)
- UC: Undercover – serie TV, episodio 1x12 (2002)
- Dark Angel – serie TV, episodi 2x16-2x18-2x19 (2002)
- Damaged Care, regia di Harry Winer – film TV (2002)
- Pasadena – serie TV, episodi 1x07-1x08-1x09 (2002)
- Stargate SG-1 – serie TV, episodio 6x10 (2002)
- The Dead Zone – serie TV, episodio 1x13 (2002)
- Breaking News – serie TV, episodio 1x11 (2002)
- Tom Stone – serie TV, episodio 2x02 (2002)
- Taken – miniserie TV, puntata 02 (2002)
- Dead Like Me – serie TV, episodio 1x07 (2003)
- Catastrofe dal cielo (Lightning: Bolts of Destruction), regia di Brenton Spencer – film TV (2003)
- Alienated – serie TV, episodi 1x05-2x02-2x09 (2003-2004)
- Truffa a natale (Stealing Christmas), regia di Gregg Champion – film TV (2003)
- The Collector – serie TV, episodio 1x04 (2004)
- Huff – serie TV, episodio 1x01 (2004)
- Battlestar Galactica – serie TV, episodi 1x11-2x03-2x06 (2005)
- Criminal Minds – serie TV, episodio 1x01 (2005)
- Killer Instinct – serie TV, episodio 1x02 (2005)
- Terminal City – serie TV, episodi 1x01-1x02 (2005)
- FBI: Negotiator, regia di Nicholas Kendall – film TV (2005)
- Best Friends, regia di Michael M. Scott – film TV (2005)
- Reunion – serie TV, episodio 1x07 (2005)
- Innocenti omicidi (A Little Thing Called Murder), regia di Richard Benjamin – film TV (2006)
- The L Word – serie TV, episodio 3x08 (2006)
- Saved – serie TV, episodio 1x01 (2006)
- Fallen - Angeli caduti (Fallen), regia di Mikael Salomon – miniserie TV (2006)
- Blade - La serie (Blade: The Series) – serie TV, episodio 1x08 (2006)
- Behind the Camera: The Unauthorized Story of 'Diff'rent Strokes', regia di Robert Iscove – film TV (2006)
- Kyle XY – serie TV, 6 episodi (2006-2008)
- Write & Wrong, regia di Graeme Clifford – film TV (2007)
- Traveler – serie TV, episodi 1x02-1x04 (2007)
- 4400 (The 4400) – serie TV, episodio 4x01 (2007)
- Masters of Science Fiction – serie TV, episodio 1x02 (2007)
- Bionic Woman – serie TV, episodio 1x03 (2007)
- Whistler – serie TV, episodio 2x04 (2007)
- Aliens in America – serie TV, episodio 1x09 (2007)
- Psych – serie TV, episodio 2x14 (2008)
- Eureka – serie TV, episodio 3x02 (2008)
- Il diritto di una madre (Playing for Keeps), regia di Gary Harvey – film TV (2009)
- La mia vera identità (Do You Know Me?), regia di Penelope Buitenhuis – film TV (2009)
- Sul filo del pericolo (A Trace of Danger), regia di Terry Ingram – film TV (2010)
- Supernatural – serie TV, episodio 5x11 (2010)
- Fringe – serie TV, episodio 3x03 (2010)
- L'inganno della seduzione (Seduced by Lies), regia di George Erschbamer – film TV (2010)
- Segreti nascosti (Smoke Screen), regia di Gary Yates – film TV (2010)
- Fairly Legal – serie TV, episodio 1x02 (2011)
- Best Player, regia di Damon Santostefano – film TV (2011)
- Chaos – serie TV, episodi 1x02-1x05 (2011)
- Ice Road Terror, regia di Terry Ingram – film TV (2011)
- To the Mat, regia di Robert Iscove – film TV (2011)
- InSecurity – serie TV, episodio 2x05 (2011)
- Un regalo inaspettato (Christmas Comes Home to Canaan), regia di Neill Fearnley – film TV (2011)
- After All These Years, regia di Scott Smith – film TV (2013)
- The Mystery Cruise, regia di Douglas Barr - film TV (2013)
- Christmas Bounty, regia di Gil Junger – film TV (2013)
- Tutti i cani dei miei ex (My Boyfriend's Dogs), regia di Terry Ingram - film TV (2014)
- Mr. Miracle, regia di Carl Bessai - film TV (2014)
- Sorpresi dall'amore (Surprised by Love), regia di Robert Iscove – film TV (2015)
- Amarsi ancora (Love, Again), regia di Michael M. Scott - film TV (2015)
- Arrow - serie TV, episodio 4x23 (2016)
- Rogue - serie TV, episodio 4x09 (2017)
- Ritratto d'amore (The Art of Us), regia di Kristoffer Tabori - film TV (2017)
- Garage Sale Mystery – serie TV, episodio 1x11 (2017)
- Il mio matrimonio preferito (My Favourite Wedding), regia di Mel Damski – film TV (2017)
- 12 giorni a Natale (Christmas in the Air), regia di Martin Wood - film TV (2017)
- Natale a Evergreen (Christmas in Evergreen), regia di Alex Zamm – film TV (2017)
- The Sweetest Heart, regia di Steven R. Monroe - film TV (2018)
- Una serie di sfortunati eventi (A Series of Unfortunate Events) – serie TV, episodi 2x01-2x02-2x10 (2018)
- Natale a Evergreen - La lettera perduta (Christmas in Evergreen: Letters to Santa), regia di Sean McNamara – film TV (2018)
- (App)untamento per Natale (Mingle All the Way), regia di Allan Harmon – film TV (2018)
- Chesapeake Shores – serie TV, 8 episodi (2018-2021)
- Sfida tra i fornelli (Just Add Romance), regia di Terry Ingram - film TV (2019)
- Riverdale – serie TV, 26 episodi (2019-2023)
- Chronicle Mysteries – serie TV, episodio 1x03 (2019)
- Natale a Evergreen - Un pizzico di magia (Christmas in Evergreen: Tidings of Joy), regia di Sean McNamara – film TV (2019)
- Virgin River – serie TV, episodio 1x03 (2019)
- Wedding Every Weekend, regia di Kevin Fair - film TV (2020)
- Natale allo Starlight (Christmas at Starlight), regia di Gary Yates – film TV (2020)
- Christmas in Evergreen: Bells Are Ringing, regia di Linda-Lisa Hayter – film TV (2020)
- I miracoli del cuore (A Godwink Christmas: Miracle of Love), regia di Heather Hawthorn Doyle - film TV (2021)

## Doppiatori italiani
Nelle versioni in italiano delle opere in cui ha recitato, Malcolm Stewart è stato doppiato da:
- Oliviero Dinelli in Truffa a natale, Riverdale (st. 4)
- Luciano Roffi in Sul filo del pericolo, Tutti i cani dei miei ex
- Paolo M. Scalondro in X-Files (ep. 1x01, 3x21)
- Sergio Di Giulio in X-Files (ep. 2x07)
- Carlo Marini in X-Files (ep. 4x08, 4x09)
- Claudio Fattoretto in Timecop - Indagine dal futuro
- Carlo Cosolo in L'altra madre
- Silvio Anselmo in Millennium (ep. 1x12)
- Paolo Buglioni in Millennium (ep. 2x15)
- Maurizio Reti in Smallville (ep. 1x10)
- Pietro Ubaldi in Smallville (ep. 4x10, 4x17)
- Wladimiro Grana in 8 amici da salvare
- Stefano Santerini in Rampage
- Antonio Sanna in Cani & gatti - La vendetta di Kitty
- Giovanni Petrucci in La mia vera identità
- Sergio Lucchetti in Fringe
- Federico Danti in Best Player
- Mario Brusa in Garage Sale Mystery
- Nicola Braile in Una serie di sfortunati eventi
- Raffaele Palmieri in Chesapeake Shores
- Enrico Di Troia in Riverdale (st. 7)